# Грб Источног Дрвара
Грб Источног Дрвара је званични грб српске општине Источни Дрвар. Грб је усвојен почетком 2018. године.
Симбол општине има изглед правог средњовјековног штита са садржајним елементима, који подсјећају на амблеме општина из комунистичког периода.

## Опис грба
Грб Источног Дрвара је штит омеђен бојама заставе Републике Српске на коме се налази стилизован приказ планине Клековача. На унутрашњости штита је такође застава Српске на којој се истиче грчки крст тамноплаве боје, који штит дијели у четири поља. 